# Thomas Stephen Foley
Thomas Stephen Foley (Spokane, 1929. március 6. – Washington, 2013. október 18.) amerikai politikus és diplomata. Az Egyesült Államok Képviselőházának demokrata tagja 1965-től 1995-ig, Washington 5. választókörzetének képviselője. Az Egyesült Államok Képviselőházának szóvivője 1989–1995 között. Harminc éven keresztül a kongresszusban dolgozott.

## Pályafutása
Foley Spokane városban született, Washingtonban. 1946-ban érettségizett a jezsuita Gonzaga Preparatory School intézményben. A spokane-i Gonzaga Egyetemre és a seattle-i Washingtoni Egyetemre járt. Művészeti diplomáját 1951-ben szerezte, 1957-ben ugyanazon az egyetemen ügyvédi diplomát kapott. Az ügyvédi tanulmányok után magánügyvédként praktizált. 1958-ban Spokane-ben kezdett dolgozni.